# Modeste (1786)
Pour les autres navires du même nom, voir Le Modeste.
La Modeste est une frégate de classe Magicienne portant 32 canons lancée en 1786 pour la Marine royale française. En 1793, lors du raid sur Gênes, elle est capturée par la Royal Navy qui massacre une partie de l'équipage. Elle entre alors en service dans la marine britannique sous le nom de HMS Modeste et est désarmée en 1814.